# دافور دومينيكوفيتش
دافور دومينيكوفيتش (بالكرواتية: Davor Dominiković) مواليد 7 أبريل 1978 في جمهورية يوغوسلافيا الاشتراكية الاتحادية، هو لاعب كرة يد كرواتي. مثل منتخب كرواتيا لكرة اليد. شارك في دورة الألعاب الأولمبية الصيفية سنة 2004.

## المسيرة الاحترافية
لعب مع نادي كيل لكرة اليد في موسم 2002-2003، ثم انضم إلى نادي برشلونة لكرة اليد في الدوري الإسباني من سنة 2004 إلى 2006، ثم انضم إلى نادي سان أنطونيو لكرة اليد من سنة 2006 إلى 2010، ثم لعب مع نادي باريس سان جيرمان لكرة اليد في الدوري الفرنسي في موسم 2010-2011، ثم انضم إلى نادي إيفري لكرة اليد من سنة 2011 إلى 2013.

## الإنجازات
- الدوري الكرواتي لكرة اليد
  - الفوز (1): 1999-00
  - الوصافة (2): 2000-01، 2001–02
- كأس أوروبا لكرة اليد
  - الفوز (1): 2000
  - الوصافة (1): 2001
- الدوري الكرواتي لكرة اليد (2): 1997-98، 1998–99
- دوري أبطال أوروبا لكرة اليد
  - الوصافة (2): 1997-98، 1998–99
- الدوري الإسباني لكرة اليد (1): 2005-06
- دوري أبطال أوروبا لكرة اليد (1): 2004-05
- الدوري الإسباني لكرة اليد
  - الوصافة (1): 2006-07
- كأس فرنسا
  - الوصافة (1): 2012

## روابط خارجية
- دافور دومينيكوفيتش على موقع الاتحاد الأوروبي لكرة اليد (الإنجليزية)
- دافور دومينيكوفيتش على موقع الاتحاد الفرنسي لكرة اليد (الفرنسية)
- دافور دومينيكوفيتش على موقع نادي كيل لكرة اليد (الألمانية)
- دافور دومينيكوفيتش على موقع اللجنة الأولمبية الدولية (الإنجليزية)
- دافور دومينيكوفيتش على موقع أوليمبيديا (الإنجليزية)
- دافور دومينيكوفيتش على موقع اللجنة الأولمبية الكرواتية (مؤرشف) (الكرواتية)